# Épito
Épito, na mitologia grega, foi um rei da Arcádia.
Ele era filho de Élato, filho de Arcas, filho de Calisto e Zeus.
Élato, filho de Arcas e a dríade Erato, teve cinco filhos, Épito, Pereu, Cilena, Isquis e Estínfalo.
Quando Cleitor, filho de Azan, filho de Arcas e Erato, morreu sem filhos, o reino da Arcádia passou para Épito.
Épito morreu por uma picada de cobra, próximo de uma montanha chamada de Sepia, e foi sucedido por Aleu, filho de Afidas, filho de Arcas e Erato.
Épito foi enterrado no local onde foi picado e morto, pois não conseguiram levar seu corpo embora; Pausânias relatou que cobras iguais à que matou Épito ainda existiam no lugar, mas eram poucas em número, pois muitas morriam no inverno por causa da neve. O túmulo de Épito foi mencionado por Homero, e ainda existia na época de Pausânias, que o visitou. Era um monte de terra não muito grande, cercado por uma base circular de pedra.